# Corso Francia

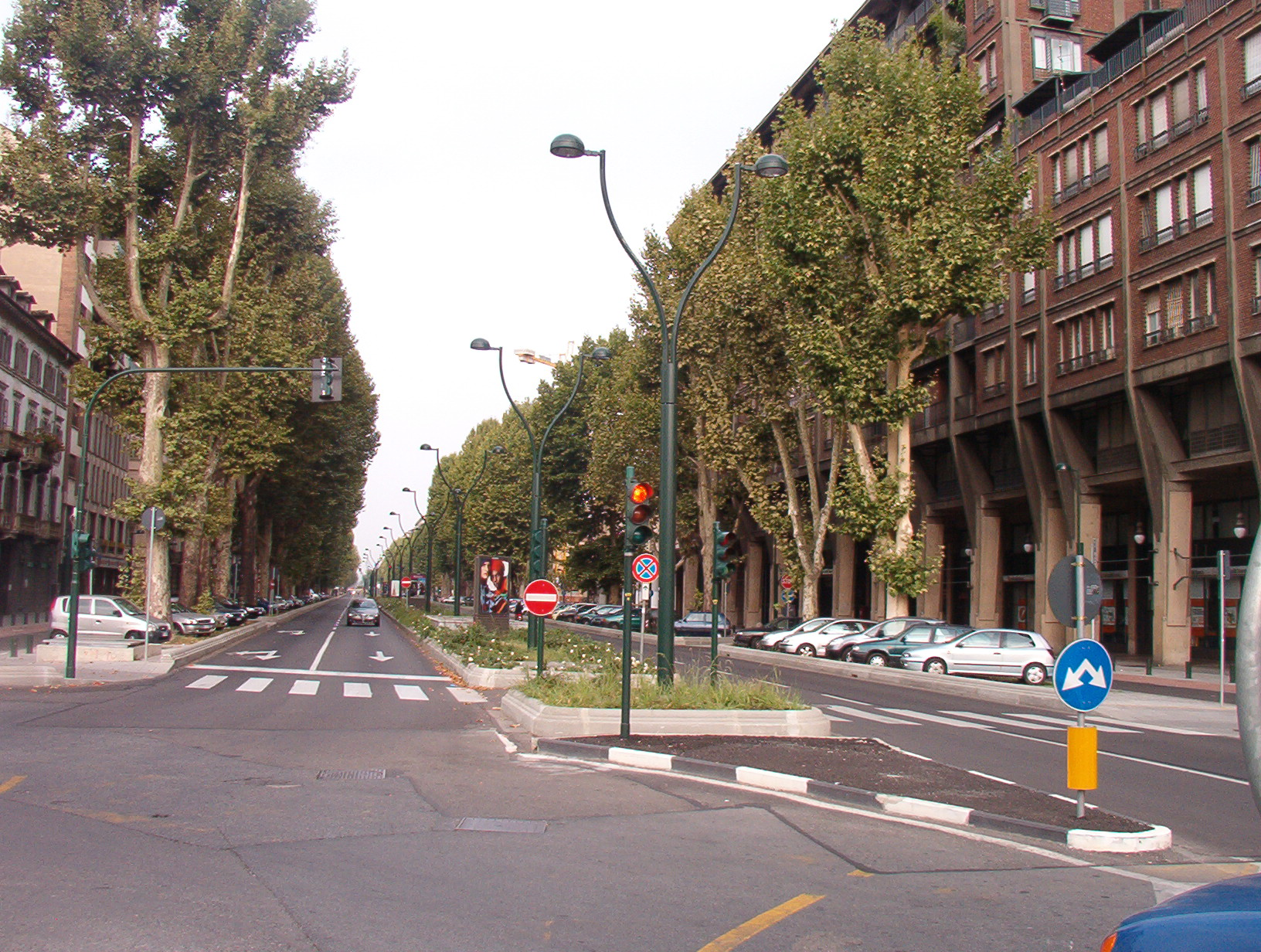
El inicio del Corso Francia desde la Piazza Statuto.

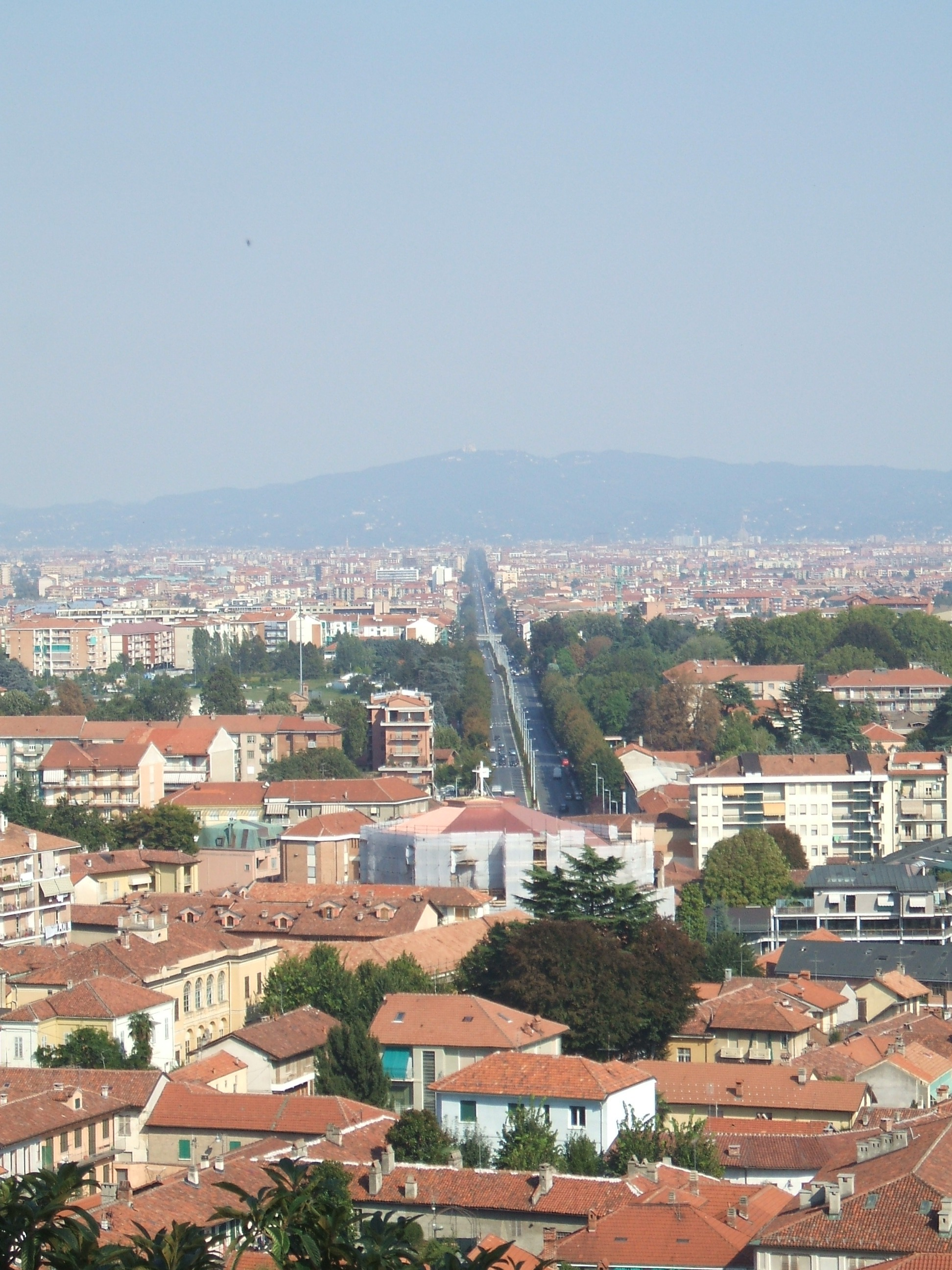
Vista del Corso Francia desde el Castillo de Rivoli.

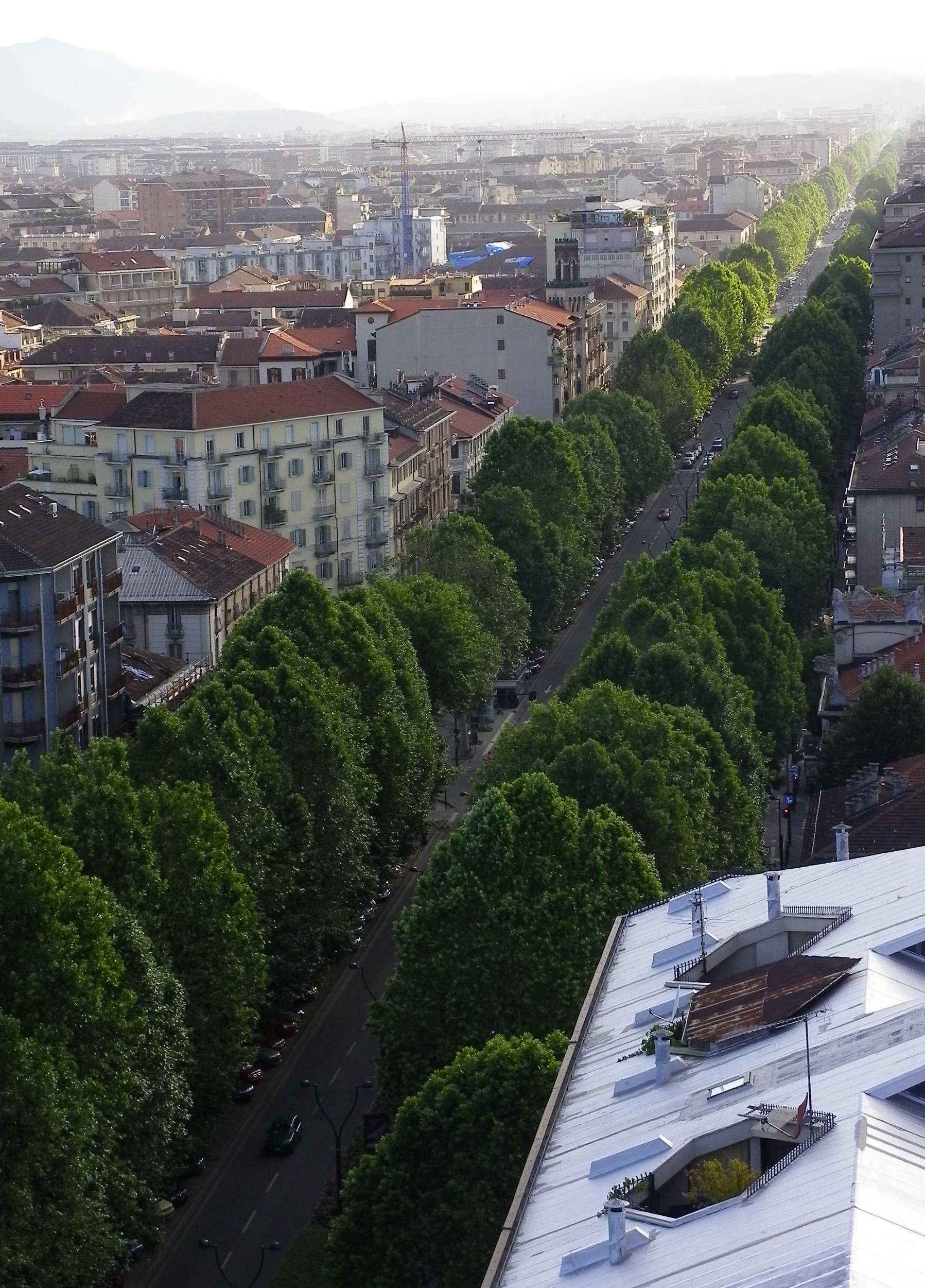
El Corso Francia visto desde la Piazza Statuto.

El Corso Francia es una de las calles más importantes de la ciudad de Turín, Italia, con una longitud total de 11,6 km. Es la calle rectilínea más larga de Europa, aunque atraviesa tres municipios diferentes, pero no es la calle más larga de la capital piamontesa, que es el Corso Regina Margherita. Empieza en el centro histórico de la ciudad y se prolonga en dirección oeste. Esta calle se construyó por voluntad de Víctor Amadeo II de Saboya, quien ordenó su construcción desde Chambéry en 1711.

## Geografía
La calle, que empieza en la Piazza Statuto, deja a la izquierda los barrios de Cit Turin y Pozzo Strada, pasa al lado de la Villa La Tesoriera y la Alenia Aeronautica; saliendo de los límites de la ciudad de Turín, tras el kilómetro cinco llega primero a Collegno y luego a Rivoli, donde se cruza a la altura del barrio de Cascine Vica con la Circunvalación de Turín.
La calle termina en la Piazza Martiri della Libertà de Rivoli, donde empieza el Corso Susa y recorre, en su totalidad, un trazado rectilíneo casi perfecto: cuatro kilómetros antes de Rivoli, donde los jesuitas antiguamente tenían una granja que deseaban conservar, la calle sufre una ligera desviación.

## Arte, arquitectura e historia

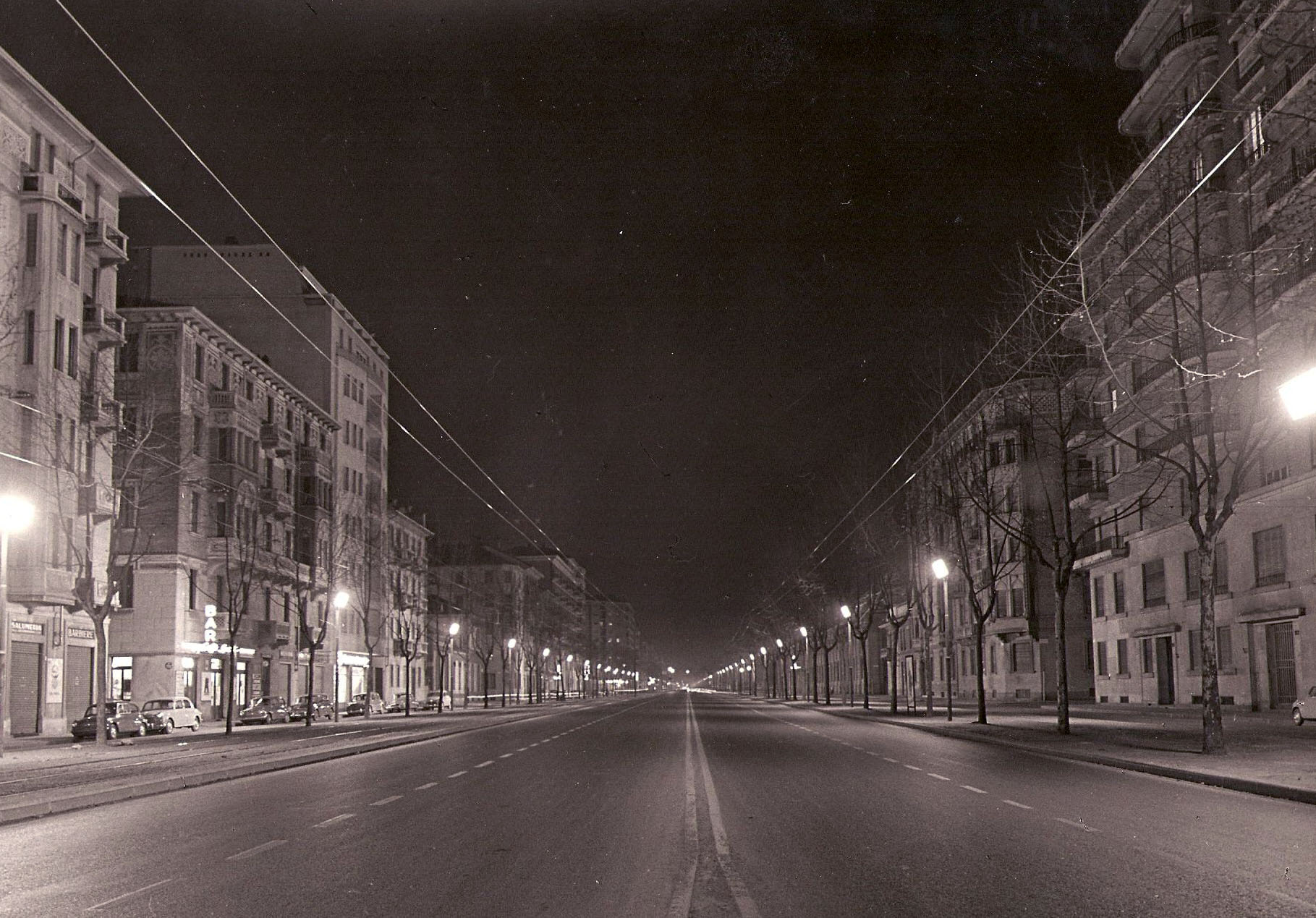
Iluminación del Corso Francia en los años sesenta con los cassoni a doppia emissione, según el proyecto de Guido Chiarelli.

Construida por edicto real de 1711, la strada di Francia no hacía sino recorrer el antiguo eje de la Vía Francígena, que tenía una rama secundaria que pasaba por Turín. Entonces en el centro de la actividad comercial de la ciudad, esta calle, muy lejos de ser englobada en el núcleo urbano, entraba en la ciudad por Porta Susa, pasando por la Via Dora Grossa (actual Via Garibaldi.
Durante el Sitio de Turín de 1706, la zona alrededor del Parco della Pellerina se dedicó a campo francés, mientras que en la Ciudadela de Turín se realizaron muchos actos sanguinarios.
Durante la Segunda Guerra Mundial, a causa de la entrada en la guerra de Italia contra Francia, la calle cambió su nombre por Corso Gabriele d'Annunzio, para recibir de nuevo su nombre original tras el final del conflicto.
Siendo un eje viario de fundamental importancia para la corte porque unía en línea recta el centro de la ciudad (el Palacio Real) con el Castillo de Rivoli, la Strada di Francia se convirtió en el escenario natural de la expansión de Turín y desde mediados del siglo XVIII se construyeron muchas villas nobiliarias en la calle, que entonces tenía 11 km de longitud, doce metros de anchura y estaba rodeada de olmos.
Por tanto, no sorprende la presencia de algunos palacios históricos como: 
- Villa La Tesoriera, antiguo edificio de estilo piamontés, construido a partir de 1713.
- Casa Fenoglio-Lafleur, famoso palacio de estilo Liberty, en la esquina con la Via Principi d'Acaja.
- Villino Raby, a pocos metros de la Via Principi d'Acaia, actualmente sede institucional de la Orden de Médicos y Cirujanos de Turín.
- Casa della Vittoria

De particular interés es el Villaggio Leumann, barrio obrero construido a finales del siglo XIX, que se extiende por una superficie de 60 000 m². Sus casetas, ideadas por el emprendedor suizo Napoleone Leumann, son fácilmente visibles desde el Corso Francia, símbolo de una época industrial ya pasada y conservadas como recuerdo.

## Transporte público

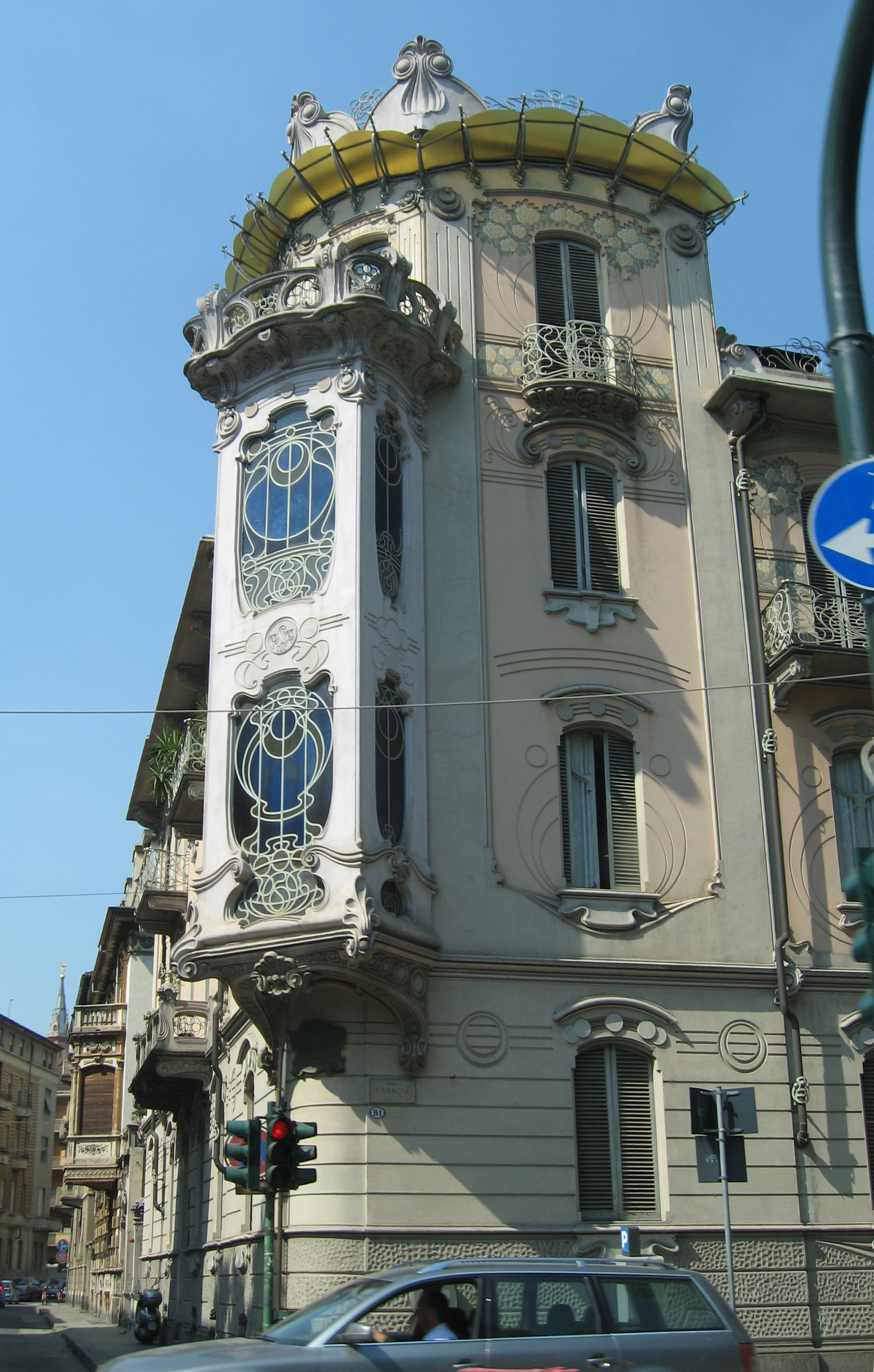
La Casa Fenoglio-Lafleur.

En materia de transportes, el Corso Francia se ha considerado desde su creación de gran importancia por su rápida conexión con Rivoli. Desde el 17 de septiembre de 1871, fecha de su inauguración, un tranvía de vapor de vía estrecha recorría casi la totalidad de la calle, empezando en el cruce con la Via Principi d'Acaja y terminando en el límite con Rivoli: este fue realizado por el piamontés Giovanni Colli, por lo que recibió el apodo de "Padrôn dël vapôr". Trasformada en línea de tranvía de ancho estándar en 1914, fue suprimida en 1955 y sustituida por una línea de trolebús en servicio hasta 1979.
Actualmente, el Metro de Turín discurre durante un largo tramo bajo la calle: desde 2006, fecha de su inauguración, sustituye a la histórica Línea 1 del autobús, servicio que unía la Piazza Massaua con Lingotto. A lo largo de este trayecto bajo el Corso Francia tiene las siguientes paradas:
- Principi d'Acaja M1
- Bernini M1
- Racconigi M1
- Rivoli M1
- Monte Grappa M1
- Pozzo Strada M1
- Massaua M1
- Marche M1
- Paradiso M1